# Mario Norberto Baibich
Mario Norberto Baibich (Argentina, ) é um físico brasileiro.
Filho de pai brasileiro, Mario Norberto Baibich nasceu na Argentina. Possui graduação em física pela Universidade Federal do Rio Grande do Sul (1972), mestrado em física na Universidade McGill (1979) e doutorado em física também na McGill (1982).
É professor adjunto da Universidade Federal do Rio Grande do Sul e tem experiência na área de física, com ênfase em física da matéria condensada, atuando principalmente em magnetorresistência gigante, resistividade elétrica, magnetização e novos materiais.
Foi coordenador geral de microtecnologia e nanotecnologia do Ministério da Ciência e Tecnologia entre fevereiro de 2008 e março de 2011 (cedido pela UFRGS). Ocupou, também, o cargo de diretor de Políticas e Programas Temáticos do mesmo ministério entre 2009 e 2010.
Destaca-se por ter sido o primeiro autor de artigo agraciado com o Prêmio Nobel de Física de 2007. Mario Norberto Baibich estava trabalhando com Albert Fert, na França, em 1988, quando foi realizado o experimento que demonstrou a existência de um fenômeno chamado magnetorresistência gigante, que depois viria a revolucionar a eletrônica e os sistemas de memória rígida dos computadores.